# Équipe d'Espagne féminine de football à la Coupe du monde 2019
L'équipe d'Espagne féminine de football participe à la Coupe du monde de 2019 organisée en France du 7 juin 2019 au 7 juillet 2019.

## Qualification
L'Espagne se qualifie grâce à sa première place au groupe 7 des éliminatoires de la zone Europe. Elle gagne l'ensemble de ses huit matchs en se prenant 2 buts contre 25 marqués.

## Préparation

### Maillot
Pendant la Coupe du Monde féminine 2019, l'équipe d'Espagne porte un maillot confectionné par l'équipementier Adidas. Le maillot domicile est rouge avec des traits d'un rouge plus foncé. Le maillot extérieur est blanc avec divers motifs rayés dessus.

## Joueuses et encadrement technique
La sélection finale est annoncée le 20 mai 2019.

## Compétition
Pour un article plus général, voir Coupe du monde féminine de football 2019.

### Format et tirage au sort
Les 24 équipes qualifiées pour la Coupe du monde sont réparties en quatre chapeaux de six équipes. Lors du tirage au sort, six groupes de quatre équipes sont formés, les quatre équipes de chaque groupe provenant chacune d'un chapeau différent. Celles-ci s'affrontent une fois chacune : à la fin des trois journées, les deux premiers de chaque groupe sont qualifiés pour les huitièmes de finale, ainsi que les quatre meilleurs troisième de groupe.
L'Espagne est placée dans le chapeau 2.
Celui-ci contient une équipe asiatique (Japon), une équipe sud-américaine (Brésil) au côté de quatre équipes européennes (Norvège, Pays-Bas, Suède et Espagne).
Le tirage donne alors pour adversaires l'Allemagne, la Chine et l'Afrique du Sud.

### Premier tour - Groupe B
| Rang | Équipe         | Pts | J | G | N | P | Bp | Bc | Diff |
| ---- | -------------- | --- | - | - | - | - | -- | -- | ---- |
| 1    | Allemagne      | 9   | 3 | 3 | 0 | 0 | 6  | 0  | +6   |
| 2    | Espagne        | 4   | 3 | 1 | 1 | 1 | 3  | 2  | +1   |
| 3    | Chine          | 4   | 3 | 1 | 1 | 1 | 1  | 1  | 0    |
| 4    | Afrique du Sud | 0   | 3 | 0 | 0 | 3 | 1  | 8  | -7   |

#### Espagne - Afrique du Sud
| Match 3           | Espagne                                                            | 3 - 1   | Afrique du Sud                               | Stade Océane, Le Havre                                                         |                                                                                |
| 8 juin 2019 18:00 | Hermoso 70e (pen.) · Hermoso 83e (pen.) · (Torrecilla ) García 89e | (0 - 1) | 25e Kgatlana ( Motlhalo)                     | Spectateurs : 12 044 Arbitrage : María Carvajal Arbitre vidéo : Mauro Vigliano | Spectateurs : 12 044 Arbitrage : María Carvajal Arbitre vidéo : Mauro Vigliano |
| 8 juin 2019 18:00 | Corredera 90+4e                                                    | Rapport | 59e, 81e Vilakazi · 68e van Wyk · 77e Biyana | Spectateurs : 12 044 Arbitrage : María Carvajal Arbitre vidéo : Mauro Vigliano | Spectateurs : 12 044 Arbitrage : María Carvajal Arbitre vidéo : Mauro Vigliano |

| Espagne | Afrique du Sud |

| Espagne :       |    |                     |         |     |
|                 |    |                     |         |     |
| Gardien de but  | 13 | Sandra Paños        |         |     |
|                 | 4  | Irene Paredes       |         |     |
|                 | 6  | Vicky Losada        |         | 46e |
|                 | 7  | Marta Corredera     | 90+4e   |     |
|                 | 8  | Marta Torrejón      |         |     |
|                 | 9  | Mariona Caldentey   |         |     |
|                 | 10 | Jennifer Hermoso    | 69e 82e |     |
|                 | 11 | Alexia Putellas     |         | 73e |
|                 | 14 | Virginia Torrecilla |         |     |
|                 | 16 | María Pilar León    |         |     |
|                 | 19 | Amanda Sampedro     |         | 46e |
| Remplaçantes :  |    |                     |         |     |
|                 | 17 | Lucía García        | 89e     | 46e |
|                 | 18 | Aitana Bonmati      |         | 46e |
|                 | 22 | Nahikari García     |         | 73e |
| Sélectionneur : |    |                     |         |     |
| Jorge Vilda     |    |                     |         |     |

| Afrique du Sud : |    |                     |          |     |
|                  |    |                     |          |     |
| Gardien de but   | 16 | Andile Dlamini      |          |     |
|                  | 2  | Lebogang Ramalepe   |          |     |
|                  | 3  | Nothando Vilakazi   | 59e, 81e |     |
|                  | 4  | Noko Matlou         |          |     |
|                  | 5  | Janine van Wyk      | 68e      |     |
|                  | 8  | Ode Fulutudilu      |          | 77e |
|                  | 9  | Amanda Mthandi      |          | 56e |
|                  | 10 | Linda Motlhalo      |          | 52e |
|                  | 11 | Thembi Kgatlana     | 25e      |     |
|                  | 15 | Refiloe Jane        |          |     |
|                  | 19 | Kholosa Biyana      | 77e      |     |
| Remplaçantes :   |    |                     |          |     |
|                  | 12 | Jermaine Seoposenwe |          | 56e |
|                  | 17 | Leandra Smeda       |          | 77e |
|                  | 21 | Busisiwe Ndimeni    |          | 52e |
| Sélectionneur :  |    |                     |          |     |
| Desiree Ellis    |    |                     |          |     |

| Assistantes : Leslie Vasquez Loreto Toloza Quatrième arbitre : Laura Fortunato Arbitre vidéo : Mauro Vigliano Assistants arbitre vidéo : Mariana de Almeida Tiago Martins Femme du Match : Jennifer Hermoso |

#### Allemagne - Espagne

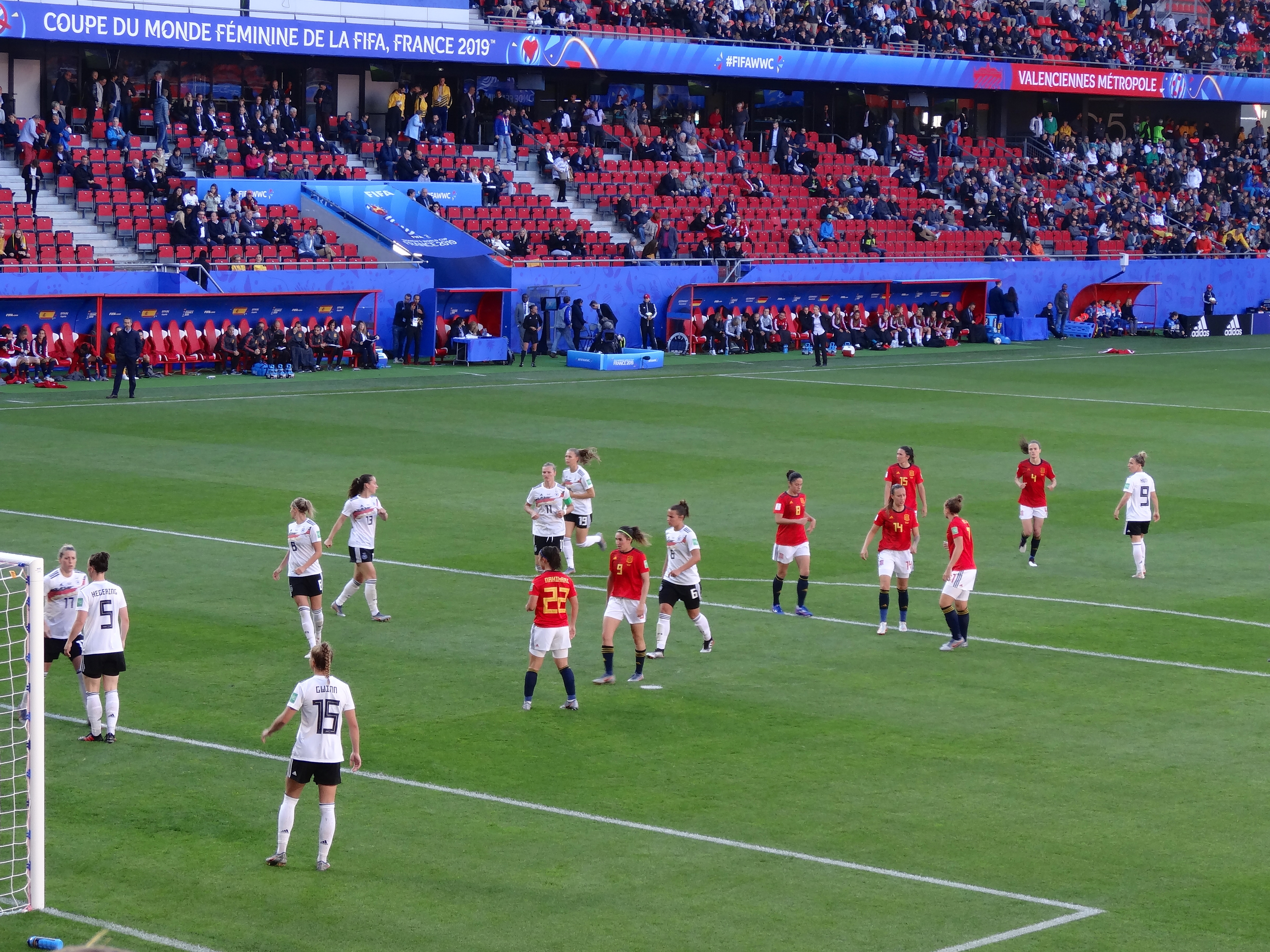
Match contre l'Allemagne

| Match 15           | Allemagne    | 1 – 0   | Espagne | Stade du Hainaut, Valenciennes                   |                                                  |
| 12 juin 2019 18:00 | Däbritz 42e  | (1 - 0) |         | Spectateurs : 20 761 Arbitrage : Kateryna Monzul | Spectateurs : 20 761 Arbitrage : Kateryna Monzul |
| 12 juin 2019 18:00 | Schweers 63e | Rapport |         | Spectateurs : 20 761 Arbitrage : Kateryna Monzul | Spectateurs : 20 761 Arbitrage : Kateryna Monzul |

| Allemagne | Espagne |

| Allemagne :              |    |                  |     |       |
|                          |    |                  |     |       |
| Gardien de but           | 1  | Almuth Schult    |     |       |
|                          | 3  | Kathrin Hendrich |     | 46ebr |
|                          | 5  | Marina Hegering  |     |       |
|                          | 23 | Sara Doorsoun    |     |       |
|                          | 17 | Verena Schweers  | 63e |       |
|                          | 15 | Giulia Gwinn     |     |       |
|                          | 8  | Lena Goeßling    |     | 80e   |
|                          | 6  | Lena Oberdorf    |     | 65e   |
|                          | 13 | Sara Däbritz     | 42e |       |
|                          | 9  | Svenja Huth      |     |       |
|                          | 11 | Alexandra Popp   |     |       |
| Remplaçantes :           |    |                  |     |       |
|                          | 19 | Klara Bühl       |     | 46e   |
|                          | 20 | Lina Magull      |     | 65e   |
|                          | 18 | Melanie Leupolz  |     | 80e   |
| Sélectionneuse :         |    |                  |     |       |
| Martina Voss-Tecklenburg |    |                  |     |       |

| Espagne :       |    |                     |  |     |
|                 |    |                     |  |     |
| Gardien de but  | 13 | Sandra Paños        |  |     |
|                 | 8  | Marta Torrejón      |  |     |
|                 | 4  | Irene Paredes       |  |     |
|                 | 16 | María León          |  |     |
|                 | 7  | Marta Corredera     |  |     |
|                 | 15 | Silvia Meseguer     |  | 66e |
|                 | 10 | Jennifer Hermoso    |  |     |
|                 | 14 | Virginia Torrecilla |  |     |
|                 | 9  | Mariona Caldentey   |  | 59e |
|                 | 22 | Nahikari Garcia     |  |     |
|                 | 11 | Alexia Putellas     |  | 77e |
| Remplaçantes :  |    |                     |  |     |
|                 | 17 | Lucía García        |  | 59e |
|                 | 12 | Patricia Guijarro   |  | 66e |
|                 | 18 | Aitana Bonmatí      |  | 77e |
| Sélectionneur : |    |                     |  |     |
| Jorge Vilda     |    |                     |  |     |

| Assistantes : Maryna Striletska Oleksandra Ardasheva Quatrième arbitre : Sandra Braz Arbitre vidéo : Danny Makkelie Assistants arbitre vidéo : Michelle O'Neill Paweł Gil Femme du Match : Sara Däbritz |

#### Chine - Espagne
| Match 28           | Chine   | 0 - 0   | Espagne | Stade Océane, Le Havre                               |                                                      |
| 17 juin 2019 18:00 |         | (0 - 0) |         | Spectateurs : 11 814 Arbitrage : Edina Alves Batista | Spectateurs : 11 814 Arbitrage : Edina Alves Batista |
| 17 juin 2019 18:00 | Wen 63e | Rapport |         | Spectateurs : 11 814 Arbitrage : Edina Alves Batista | Spectateurs : 11 814 Arbitrage : Edina Alves Batista |

| Chine | Espagne |

| Chine :         |    |               |     |     |
|                 |    |               |     |     |
| Gardien de but  | 12 | Peng Shimeng  |     |     |
|                 | 6  | Han Peng      |     |     |
|                 | 5  | Wu Haiyan     |     |     |
|                 | 3  | Lin Yuping    |     |     |
|                 | 2  | Liu Shanshan  |     |     |
|                 | 7  | Wang Shuang   |     | 55e |
|                 | 20 | Zhang Rui     |     |     |
|                 | 13 | Wang Yan      |     |     |
|                 | 17 | Gu Yasha      |     | 87e |
|                 | 11 | Wang Shanshan |     | 46e |
|                 | 10 | Li Ying       |     |     |
| Remplaçantes :  |    |               |     |     |
|                 | 9  | Yang Li       |     | 46e |
|                 | 16 | Li Wen        | 63e | 55e |
|                 | 21 | Yao Wei       |     | 87e |
| Sélectionneur : |    |               |     |     |
| Jia Xiuquan     |    |               |     |     |

| Espagne :       |    |                     |  |     |
|                 |    |                     |  |     |
| Gardien de but  | 13 | Sandra Paños        |  |     |
|                 | 7  | Marta Corredera     |  |     |
|                 | 4  | Irene Paredes       |  |     |
|                 | 16 | María Pilar León    |  |     |
|                 | 3  | Leila Ouahabi       |  |     |
|                 | 17 | Lucía García        |  | 86e |
|                 | 12 | Patricia Guijarro   |  |     |
|                 | 14 | Virginia Torrecilla |  |     |
|                 | 9  | Mariona Caldentey   |  | 46e |
|                 | 10 | Jennifer Hermoso    |  |     |
|                 | 22 | Nahikari García     |  | 67e |
| Remplaçantes :  |    |                     |  |     |
|                 | 21 | Andrea Falcón       |  | 46e |
|                 | 11 | Alexia Putellas     |  | 67e |
|                 | 2  | Celia Jiménez       |  | 86e |
| Sélectionneur : |    |                     |  |     |
| Jorge Vilda     |    |                     |  |     |

| Assistantes : Neuza Back Tatiane Sacilotti dos Santos Camargo Quatrième arbitre : Laura Fortunato Cinquième arbitre : Mary Blanco Arbitre vidéo : Mauro Vigiliano Assistants arbitre vidéo : Mariana de Almeida Tiago Martins Femme du Match : Peng Shimeng |

### Phase à élimination directe

#### Huitième de finale: Espagne - États-Unis
| Match 41           | Espagne              | 1 – 2   | États-Unis                             | Stade Auguste-Delaune, Reims                     |                                                  |
| 24 juin 2019 18:00 | ( García) Hermoso 9e | (1 - 1) | 7e (pen.) Rapinoe · 75e (pen.) Rapinoe | Spectateurs : 19 633 Arbitrage : Katalin Kulcsár | Spectateurs : 19 633 Arbitrage : Katalin Kulcsár |
| 24 juin 2019 18:00 | Paredes 85e          | Rapport | 37e Rapinoe                            | Spectateurs : 19 633 Arbitrage : Katalin Kulcsár | Spectateurs : 19 633 Arbitrage : Katalin Kulcsár |

| Espagne | États-Unis |

| Espagne :       |    |                     |     |     |
|                 |    |                     |     |     |
| Gardien de but  | 13 | Sandra Paños        |     |     |
|                 | 3  | Leila Ouahabi       |     |     |
|                 | 16 | María León          |     |     |
|                 | 4  | Irene Paredes       | 85e |     |
|                 | 7  | Marta Corredera     |     |     |
|                 | 12 | Patricia Guijarro   |     |     |
|                 | 14 | Virginia Torrecilla |     | 84e |
|                 | 6  | Vicky Losada        |     | 32e |
|                 | 11 | Alexia Putellas     |     | 79e |
|                 | 10 | Jennifer Hermoso    |     |     |
|                 | 17 | Lucía García        |     |     |
| Remplaçantes :  |    |                     |     |     |
|                 | 22 | Nahikari Garcia     |     | 32e |
|                 | 21 | Andrea Falcón       |     | 79e |
|                 | 9  | Mariona Caldentey   |     | 84e |
| Sélectionneur : |    |                     |     |     |
| Jorge Vilda     |    |                     |     |     |

| États-Unis :     |    |                  |                            |     |
|                  |    |                  |                            |     |
| Gardien de but   | 1  | Alyssa Naeher    |                            |     |
|                  | 19 | Crystal Dunn     |                            |     |
|                  | 4  | Becky Sauerbrunn |                            |     |
|                  | 7  | Abby Dahlkemper  |                            |     |
|                  | 5  | Kelley O'Hara    |                            |     |
|                  | 3  | Sam Mewis        |                            |     |
|                  | 8  | Julie Ertz       |                            |     |
|                  | 16 | Rose Lavelle     |                            | 89e |
|                  | 15 | Megan Rapinoe    | 7e (pen.), 37e, 75e (pen.) | 90e |
|                  | 13 | Alex Morgan      |                            | 85e |
|                  | 17 | Tobin Heath      |                            |     |
| Remplaçantes :   |    |                  |                            |     |
|                  | 10 | Carli Lloyd      |                            | 85e |
|                  | 9  | Lindsey Horan    |                            | 89e |
|                  | 23 | Christen Press   |                            | 90e |
| Sélectionneuse : |    |                  |                            |     |
| Jill Ellis       |    |                  |                            |     |

| Assistantes : Katalin Török Sanja Rodak Quatrième arbitre : Anna-Marie Keighley Arbitre vidéo : Danny Makkelie Assistants arbitre vidéo : Lucie Ratajova Paweł Gil Femme du Match : Megan Rapinoe |

## Temps de jeu
| Joueuses                |            |            |            |            | TT         | But inscrit | Passe décisive | MJ         | MT         | Légende |
| ----------------------- | ---------- | ---------- | ---------- | ---------- | ---------- | ----------- | -------------- | ---------- | ---------- | --- |
| Gardiennes              | Gardiennes | Gardiennes | Gardiennes | Gardiennes | Gardiennes | Gardiennes  | Gardiennes     | Gardiennes | Gardiennes | Abréviations et symboles : TT : Total de minutes jouées MJ : Nombre de matchs joués MT : Matchs joués en tant que titulaire : but : passe décisive : joueuse entrée : joueuse remplacée : capitaine : carton jaune : carton rouge |
| Dolores Gallardo        | -          | -          | -          | -          | -          | -           | -              | -          | -          | Abréviations et symboles : TT : Total de minutes jouées MJ : Nombre de matchs joués MT : Matchs joués en tant que titulaire : but : passe décisive : joueuse entrée : joueuse remplacée : capitaine : carton jaune : carton rouge |
| Sandra Paños            | 90         | 90         | 90         | 90         | 360        | -           | -              | 4          | 4          | Abréviations et symboles : TT : Total de minutes jouées MJ : Nombre de matchs joués MT : Matchs joués en tant que titulaire : but : passe décisive : joueuse entrée : joueuse remplacée : capitaine : carton jaune : carton rouge |
| María Asunción Quiñones | -          | -          | -          | -          | -          | -           | -              | -          | -          | Abréviations et symboles : TT : Total de minutes jouées MJ : Nombre de matchs joués MT : Matchs joués en tant que titulaire : but : passe décisive : joueuse entrée : joueuse remplacée : capitaine : carton jaune : carton rouge |
| Défenseures             |            |            |            |            |            |             |                |            |            | Abréviations et symboles : TT : Total de minutes jouées MJ : Nombre de matchs joués MT : Matchs joués en tant que titulaire : but : passe décisive : joueuse entrée : joueuse remplacée : capitaine : carton jaune : carton rouge |
| Celia Jiménez           | -          | -          | 4          | -          | 4          | -           | -              | 1          | -          | Abréviations et symboles : TT : Total de minutes jouées MJ : Nombre de matchs joués MT : Matchs joués en tant que titulaire : but : passe décisive : joueuse entrée : joueuse remplacée : capitaine : carton jaune : carton rouge |
| Leila Ouahabi           | -          | -          | 90         | 90         | 180        | -           | -              | 2          | 2          | Abréviations et symboles : TT : Total de minutes jouées MJ : Nombre de matchs joués MT : Matchs joués en tant que titulaire : but : passe décisive : joueuse entrée : joueuse remplacée : capitaine : carton jaune : carton rouge |
| Irene Paredes           | 90         | 90         | 90         | 90         | 360        | -           | -              | 4          | 4          | Abréviations et symboles : TT : Total de minutes jouées MJ : Nombre de matchs joués MT : Matchs joués en tant que titulaire : but : passe décisive : joueuse entrée : joueuse remplacée : capitaine : carton jaune : carton rouge |
| Ivana Andrés            | -          | -          | -          | -          | -          | -           | -              | -          | -          | Abréviations et symboles : TT : Total de minutes jouées MJ : Nombre de matchs joués MT : Matchs joués en tant que titulaire : but : passe décisive : joueuse entrée : joueuse remplacée : capitaine : carton jaune : carton rouge |
| Marta Torrejón          | 90         | 90         | -          | -          | 180        | -           | -              | 2          | 2          | Abréviations et symboles : TT : Total de minutes jouées MJ : Nombre de matchs joués MT : Matchs joués en tant que titulaire : but : passe décisive : joueuse entrée : joueuse remplacée : capitaine : carton jaune : carton rouge |
| María Pilar León        | 90         | 90         | 90         | 90         | 360        | -           | -              | 4          | 4          | Abréviations et symboles : TT : Total de minutes jouées MJ : Nombre de matchs joués MT : Matchs joués en tant que titulaire : but : passe décisive : joueuse entrée : joueuse remplacée : capitaine : carton jaune : carton rouge |
| Andrea Pereira          | -          | -          | -          | -          | -          | -           | -              | -          | -          | Abréviations et symboles : TT : Total de minutes jouées MJ : Nombre de matchs joués MT : Matchs joués en tant que titulaire : but : passe décisive : joueuse entrée : joueuse remplacée : capitaine : carton jaune : carton rouge |
| Milieux                 |            |            |            |            |            |             |                |            |            | Abréviations et symboles : TT : Total de minutes jouées MJ : Nombre de matchs joués MT : Matchs joués en tant que titulaire : but : passe décisive : joueuse entrée : joueuse remplacée : capitaine : carton jaune : carton rouge |
| Vicky Losada            | 46         | -          | -          | 32         | 78         | -           | -              | 2          | 2          | Abréviations et symboles : TT : Total de minutes jouées MJ : Nombre de matchs joués MT : Matchs joués en tant que titulaire : but : passe décisive : joueuse entrée : joueuse remplacée : capitaine : carton jaune : carton rouge |
| Marta Corredera         | 90         | 90         | 90         | 90         | 360        | -           | -              | 4          | 4          | Abréviations et symboles : TT : Total de minutes jouées MJ : Nombre de matchs joués MT : Matchs joués en tant que titulaire : but : passe décisive : joueuse entrée : joueuse remplacée : capitaine : carton jaune : carton rouge |
| Alexia Putellas         | 73         | 77         | 23         | 79         | 252        | -           | -              | 4          | 3          | Abréviations et symboles : TT : Total de minutes jouées MJ : Nombre de matchs joués MT : Matchs joués en tant que titulaire : but : passe décisive : joueuse entrée : joueuse remplacée : capitaine : carton jaune : carton rouge |
| Patricia Guijarro       | -          | 24         | 90         | 90         | 204        | -           | -              | 3          | 2          | Abréviations et symboles : TT : Total de minutes jouées MJ : Nombre de matchs joués MT : Matchs joués en tant que titulaire : but : passe décisive : joueuse entrée : joueuse remplacée : capitaine : carton jaune : carton rouge |
| Virginia Torrecilla     | 90         | 90         | 90         | 84         | 354        | -           | 1              | 4          | 4          | Abréviations et symboles : TT : Total de minutes jouées MJ : Nombre de matchs joués MT : Matchs joués en tant que titulaire : but : passe décisive : joueuse entrée : joueuse remplacée : capitaine : carton jaune : carton rouge |
| Silvia Meseguer         | -          | 66         | -          | -          | 66         | -           | -              | 1          | 1          | Abréviations et symboles : TT : Total de minutes jouées MJ : Nombre de matchs joués MT : Matchs joués en tant que titulaire : but : passe décisive : joueuse entrée : joueuse remplacée : capitaine : carton jaune : carton rouge |
| Aitana Bonmatí          | 44         | 13         | -          | -          | 57         | -           | -              | 2          | -          | Abréviations et symboles : TT : Total de minutes jouées MJ : Nombre de matchs joués MT : Matchs joués en tant que titulaire : but : passe décisive : joueuse entrée : joueuse remplacée : capitaine : carton jaune : carton rouge |
| Amanda Sampedro         | 46         | -          | -          | -          | 46         | -           | -              | 1          | 1          | Abréviations et symboles : TT : Total de minutes jouées MJ : Nombre de matchs joués MT : Matchs joués en tant que titulaire : but : passe décisive : joueuse entrée : joueuse remplacée : capitaine : carton jaune : carton rouge |
| Andrea Falcón           | -          | -          | 44         | 11         | 55         | -           | -              | 2          | -          | Abréviations et symboles : TT : Total de minutes jouées MJ : Nombre de matchs joués MT : Matchs joués en tant que titulaire : but : passe décisive : joueuse entrée : joueuse remplacée : capitaine : carton jaune : carton rouge |
| Attaquantes             |            |            |            |            |            |             |                |            |            | Abréviations et symboles : TT : Total de minutes jouées MJ : Nombre de matchs joués MT : Matchs joués en tant que titulaire : but : passe décisive : joueuse entrée : joueuse remplacée : capitaine : carton jaune : carton rouge |
| Mariona Caldentey       | 90         | 59         | 46         | 6          | 201        | -           | -              | 4          | 3          | Abréviations et symboles : TT : Total de minutes jouées MJ : Nombre de matchs joués MT : Matchs joués en tant que titulaire : but : passe décisive : joueuse entrée : joueuse remplacée : capitaine : carton jaune : carton rouge |
| Jennifer Hermoso        | 90         | 90         | 90         | 90         | 360        | 3           | -              | 4          | 4          | Abréviations et symboles : TT : Total de minutes jouées MJ : Nombre de matchs joués MT : Matchs joués en tant que titulaire : but : passe décisive : joueuse entrée : joueuse remplacée : capitaine : carton jaune : carton rouge |
| Lucía García            | 44         | 31         | 86         | 90         | 251        | 1           | 1              | 4          | 2          | Abréviations et symboles : TT : Total de minutes jouées MJ : Nombre de matchs joués MT : Matchs joués en tant que titulaire : but : passe décisive : joueuse entrée : joueuse remplacée : capitaine : carton jaune : carton rouge |
| Nahikari García         | 17         | 90         | 67         | 58         | 232        | -           | -              | 4          | 2          | Abréviations et symboles : TT : Total de minutes jouées MJ : Nombre de matchs joués MT : Matchs joués en tant que titulaire : but : passe décisive : joueuse entrée : joueuse remplacée : capitaine : carton jaune : carton rouge |
| Total                   |            |            |            |            |            |             |                |            |            | Abréviations et symboles : TT : Total de minutes jouées MJ : Nombre de matchs joués MT : Matchs joués en tant que titulaire : but : passe décisive : joueuse entrée : joueuse remplacée : capitaine : carton jaune : carton rouge |
| Équipe d'Espagne        | 90         | 90         | 90         | 90         | 360        | 4           | 2              | 4          | -          | Abréviations et symboles : TT : Total de minutes jouées MJ : Nombre de matchs joués MT : Matchs joués en tant que titulaire : but : passe décisive : joueuse entrée : joueuse remplacée : capitaine : carton jaune : carton rouge |

### Autres références
1. ↑  « Coupe du monde féminine. Découvrez tous les maillots des équipes en lice », sur ouest-france.fr, 3 juin 2019 (consulté le 16 novembre 2019)
2. ↑  « Irene Paredes (PSG) et Virginia Torrecilla (Montpellier) dans les 23 Espagnoles », sur Eurosport, 20 mai 2019 (consulté le 20 mai 2019)